# Yingzui Shuiku
Yingzui Shuiku (kinesiska: 迎咀水库) är en reservoar i Kina. Den ligger i provinsen Guangdong, i den södra delen av landet, omkring 54 kilometer norr om provinshuvudstaden Guangzhou. Yingzui Shuiku ligger 61 meter över havet. Arean är 2,0 kvadratkilometer. I omgivningarna runt Yingzui Shuiku växer i huvudsak städsegrön lövskog. Den sträcker sig 2,7 kilometer i nord-sydlig riktning, och 3,9 kilometer i öst-västlig riktning.
Genomsnittlig årsnederbörd är 2 580 millimeter. Den regnigaste månaden är maj, med i genomsnitt 518 mm nederbörd, och den torraste är oktober, med 34 mm nederbörd.